# Predia
Predia est un groupe d'idoles japonaises formé en 2010 par l'agence Platinum Passport et composé d'une dizaine de membres.
L'origine du nom du groupe d'idoles vient de « diamant brut ».
Predia est un groupe sœur des PASSPO☆ et des Palet de la même agence. Les membres ont un style plus « adulte et sexy ».

## Histoire
Terumi Izumi et Megumi Takeda ont effectué leur graduation en février 2014 ; au cours de leur dernier live, les Predia ont annoncé que leurs débuts en major étaient prévus durant l'été 2014.
Yū Maeda rejoint le groupe d'idoles en tant que nouvelle membre fin mars 2014.
Le groupe sort son premier single major Kowareta Ai no Hate ni en août 2014.
Sakurako a sorti son 1er DVD Spicy Cherry en novembre 2014.

## Membres
| Prénom Nom                   | Date de naissance | Active | Date cérémonie d'adieu |
| ---------------------------- | ----------------- | ------ | ---------------------- |
| Akina Okamura (岡村明奈)     | 26 décembre 1986  | Non    | 2 février 2019         |
| Yuzuka Hayashi (林弓束)      | 25 janvier 1987   | Non    | 2 février 2019         |
| Reiko Aoyama (青山玲子)      | 3 mars 1987       | Non    | 2 février 2019         |
| Terumi Izumi (和泉テルミ)    | 21 mai 1987       | Non    | 22 février 2014        |
| Yukiko Ishii (石井由希子)    | 14 mars 1988      | Non    | 19 septembre 2011      |
| Megumi Takeda (竹田愛)       | 3 juin 1988       | Non    | 22 février 2014        |
| Mai Mizuno (水野まい)        | 26 août 1988      | Oui    | Toujours active        |
| Yui Yosaka (與坂唯)          | 13 septembre 1988 | Non    | 30 juin 2012           |
| Yū Maeda (前田ゆう)          | 20 avril 1989     | Oui    | Toujours active        |
| Akemi Hirata (平田明海)      | 8 septembre 1989  | Non    | Départ sans cérémonie  |
| Rumina Murakami (村上瑠美奈) | 8 novembre 1989   | Oui    | Toujours active        |
| Runa Matsumoto (松本ルナ)    | 23 janvier 1990   | Non    | 2 février 2019         |
| Akane Minato (湊あかね)      | 20 mars 1990      | Oui    | Toujours active        |
| Marina Murakami (村上まりな) | 20 avril 1990     | Non    | 9 novembre 2012        |
| Sakurako (桜子)              | 8 août 1990       | Oui    | Toujours active        |
| Sachiko Umakoshi (馬越幸子)  | 15 janvier 1991   | Non    | 14 janvier 2012        |
| Risa Kirikawa (桐川りさ)     | 29 juin 1991      | Non    | Départ sans cérémonie  |
| Keiko Sawaguchi (沢口けいこ) | 29 novembre 1991  | Oui    | Toujours active        |

## Discographie

### Albums
Album studio
Indies
1. 28 mars 2012 : Invitation

Major
1. 17 février 2015 : Kokō no Dahlia ni Kuchi Dzuke wo (孤高のダリアにくちづけを?)
2. 14 février 2018 : Fabulous (ファビュラス?)

Compilations
1. 9 avril 2014 : Best of Predia 2010-2013 ~Reception~

EP
1. 12 décembre 2012 : Escort Me?
2. 22 juin 2016 ; Byakuya no Viola ni Idakarete (白夜のヴィオラにいだかれて?)

### Singles
Single indies
1. 26 janvier 2011 : Dia Love
2. 20 juillet 2011 : Dream of Love
3. 23 novembre 2011 : Honey B (ハニーB?)
4. 17 avril 2013 : Crazy Cat
5. 27 août 2013 : Hey Now!! / Cherry Love

Singles major